# 端莊 (歌手)
端庄（1978年2月4日—），原名高氏端庄（Cao Thị Đoan Trang），是越南女歌手。

## 经历
1978年出生於同奈省隆慶縣（今隆慶市）。毕业于Huflit大学英语系、胡志明市音乐学院声乐系。专辑《 Âm bản》，《 The Unmakeup》，《 4 mùa tình yêu》，《 Trái tim buồn》。

## 家庭生活
2012年7月，与一位瑞典商人结婚。2014年4月1日，在越南平定省幸福医院生下女儿Angelina（昵称：Sol）。

## 获奖荣誉
2001年电视歌声比赛亚军